# 大唐乌沙山电厂
29°30′15″N 121°40′13″E / 29.504271°N 121.670237°E
大唐乌沙山电厂是浙江省象山县一家电厂。电厂由大唐国际控股，位于象山县西周镇乌沙村，从1986年起筹建，2003年11月，由国家开发银行贷款，工程正式开工，2006年并网发电。电厂一期工程共含4台60万千瓦国产超临界燃煤发电机组并包含脱硫、氮氧化物控制技术。二期工程计划新建2台100万千瓦发电机组，并计划加入烟尘控制和二次循环供水等环保技术。
2005年1月18日，当时的国家环保总局以未获得环评审批为由，叫停乌沙山电厂的建设。但工程环境影响报告书于7天后顺利获批，工程进度未受影响。